# فیربینس-تر
شهر فیربینس-تر (به رومانیایی: Fierbinţi-Târg) در شهرستان یلومیتسا در کشور رومانی واقع شده‌است. جمعیت این شهر ۵٬۲۵۳ نفر  است.